# St. Michael (Hirschfeld)

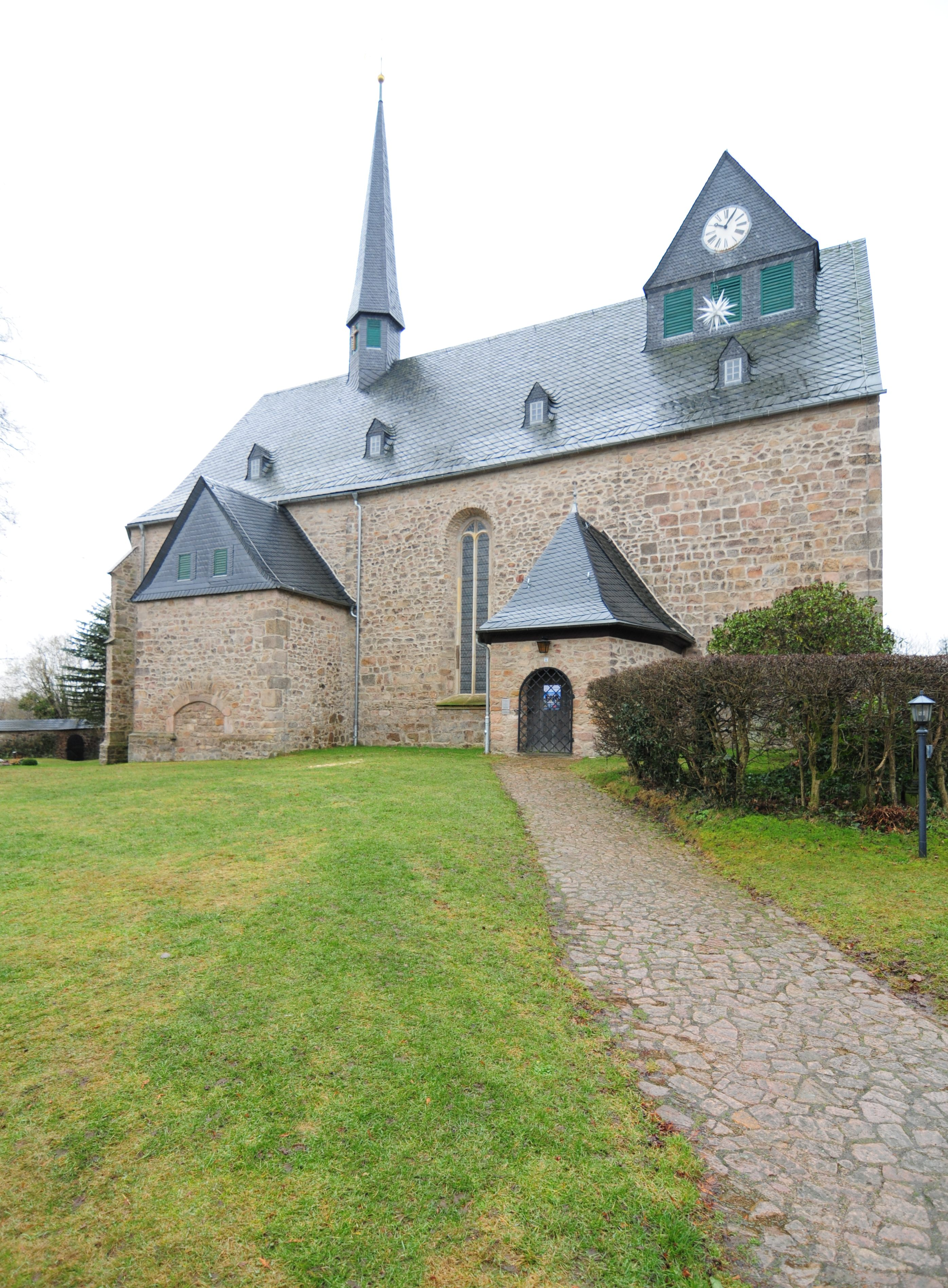
St. Michaelis (Hirschfeld)

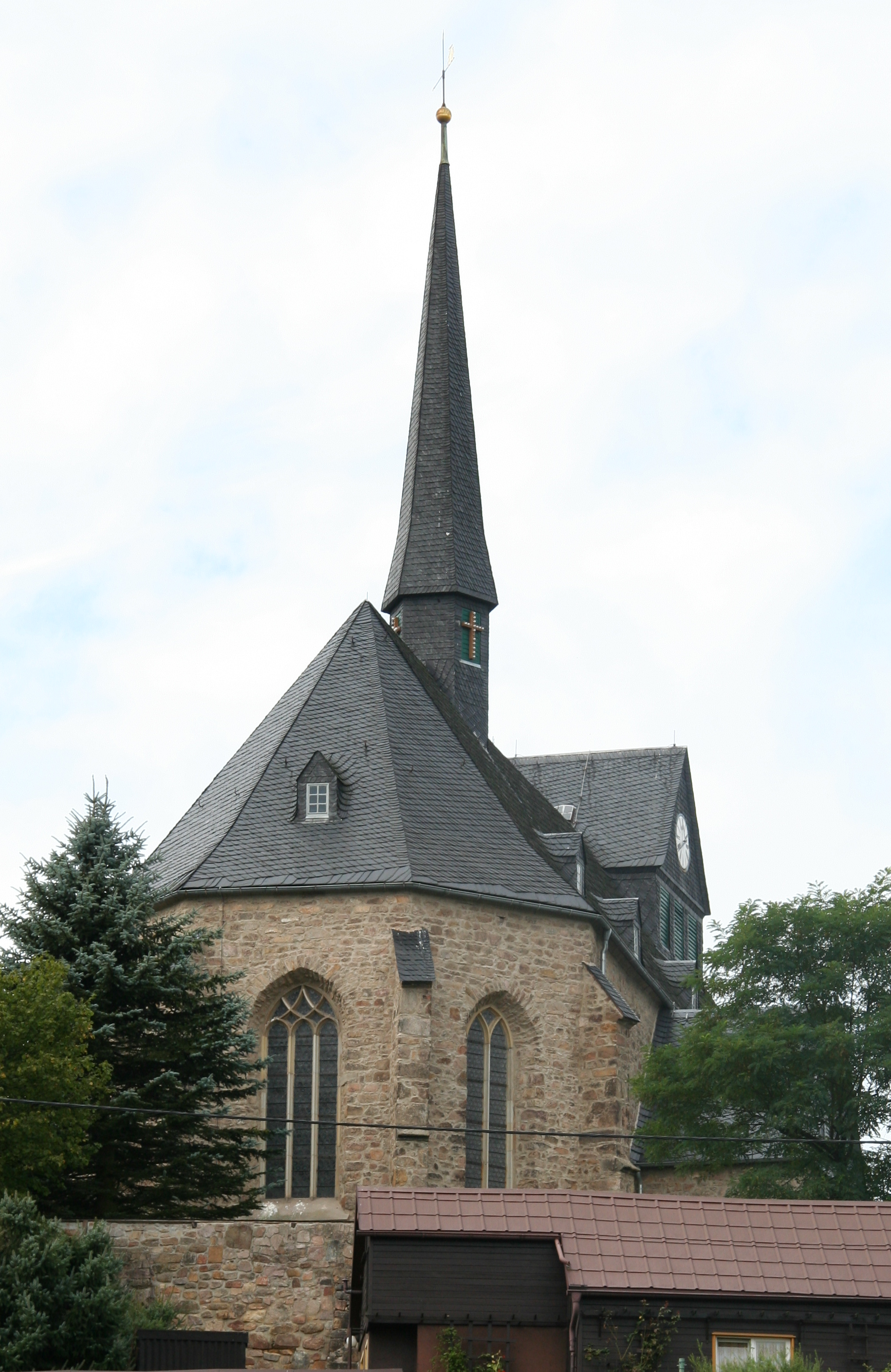
Ostansicht

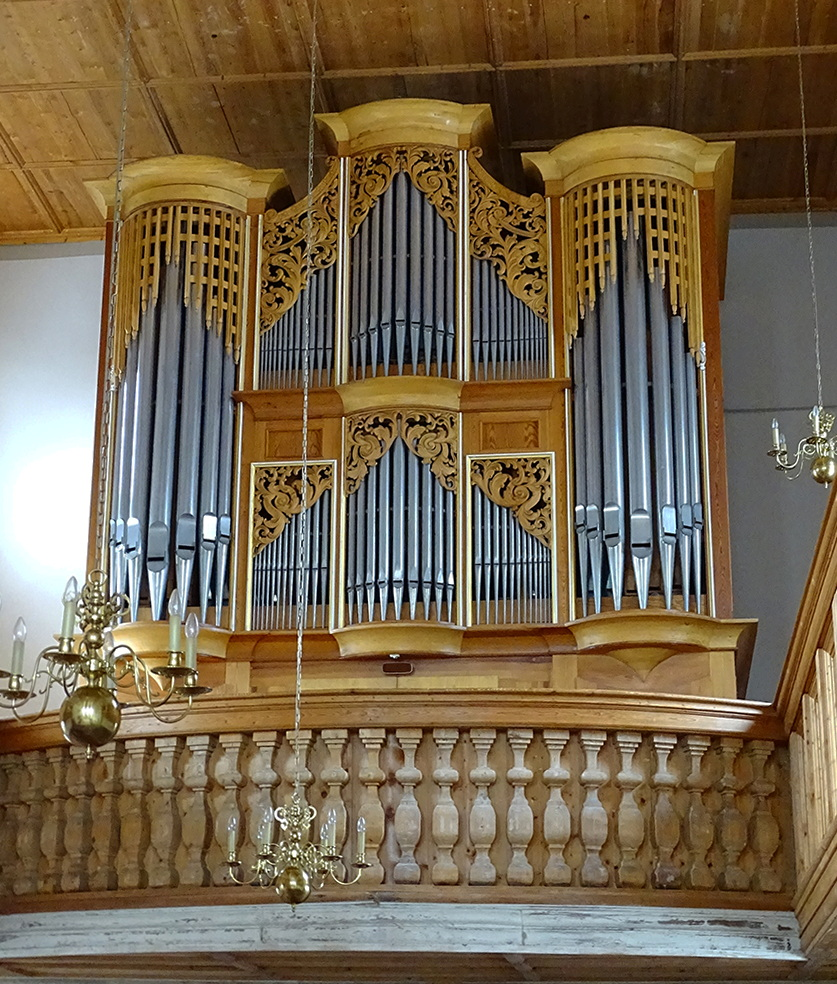
Jehmlich-Orgel

Die evangelische Kirche St. Michaelis ist eine im Kern romanische Saalkirche in Hirschfeld im Landkreis Zwickau in Sachsen. Sie gehört zur Kirchengemeinde Hirschfeld im Kirchenbezirk Zwickau der Evangelisch-Lutherischen Landeskirche Sachsens.

## Geschichte und Architektur
Die Saalkirche mit romanischem Ursprung und einem kleinen spitzen Dachreiter im Osten besteht aus einem westlichen Teil vom Anfang des 13. Jahrhunderts, einem mittleren Teil aus dem Jahr 1475 und einer Erweiterung nach Osten von 1508. Im Innern wurde das Bauwerk durch Oskar Mothes im Jahr 1886 erneuert; in den Jahren 1960–70 wurde eine Erneuerung nach einem Brand vorgenommen. Im Westen ist das Bauwerk aus Sandsteinquadern erbaut und zeigt kleine Rundbogenfenster, im Ostteil aus Bruchsteinmauerwerk mit Lanzettfenstern; der Chor ist mit Strebepfeilern und Fünfachtelschluss versehen.
An der Westseite liegt ein tonnengewölbter Raum, der in zwei breiten Rundbögen zum Saal hin geöffnet ist, an seiner Nordseite öffnet sich eine Rundbogenpforte mit menschlichem Antlitz als Schlussstein, die hölzerne Tür ist ähnlich wie in Waldkirchen im Vogtlandkreis mit aufwändigem spätromanischen Beschlagwerk verziert. Der Saal ist mit flacher Holzdecke und Emporen an drei Seiten versehen.

## Ausstattung
Das Hauptstück der Ausstattung ist ein spätgotischer Flügelaltar von Leonhard Herrgott mit der Jahreszahl 1518; er zeigt im Schrein die Heilige Barbara mit den Heiligen Martin und Paulus; in den Flügeln bäuerliche Figuren von Maria Magdalena und Christophorus von einem Zwickauer Meister um 1534. An den Außenseiten sind Leonhard und vermutlich Nikolaus aus dem Jahr 1562 dargestellt. Ein sechseckiger Taufstein mit wulstartigem Maßwerk und Wappen sowie Christus- und Bischofskopf darin stammt aus der Zeit um 1500 und ähnelt den verwandten Werken in Härtensdorf, Hartenstein, Hartenstein-Thierfeld, Ortmannsdorf und Weißbach.
Eine spätgotische Sakramentsnische in Monstranzform ähnlich wie in Hartenstein-Thierfeld aus Sandstein ist an der nördlichen Chorwand angebracht; die Nische wird von anbetenden Engeln gerahmt, im Aufsatz ist Maßwerk, bekrönt von vier Fialen angebracht, das Ganze stammt aus der Zeit um 1500.
Die Orgel ist ein Werk von Jehmlich aus dem Jahr 1966 mit einem Prospekt von Johann Christian Simon.